# Nacho Ares
Ignacio Ares Regueras (León, 27 de agosto de 1970), más conocido como Nacho Ares, es un historiador, escritor, egiptólogo y locutor de radio español. 

## Biografía
Se licenció en Historia Antigua en la Universidad de Valladolid. Ha escrito libros y artículos sobre cultura egipcia, así como algunas novelas. Fue director de la Revista de Arqueología hasta 2012.
Colaboró en los programas sobre misterio Milenio 3, en radio, y Cuarto milenio, en televisión, ambos dirigidos por el periodista Iker Jiménez.
Desde 2009 dirige y presenta un programa de radio de divulgación histórica en la Cadena SER, llamado Ser Historia.

## Obras
- Egipto el Oculto (1998)
- Egipto insólito (1999)
- El Valle de las Momias de Oro (2000)
- El Guardián de las Pirámides (2001)
- Un viaje iniciático por los templos sagrados del Antiguo Egipto (2001)
- Tutankhamón, el último hijo del Sol (2002)
- Egipto. Hechos y objetos inexplicables del Egipto Faraónico (2002)
- La historia perdida (2003)
- La historia perdida II (2003)
- El Enigma de la Gran Pirámide (2004)
- Éboli. Secretos de la vida de Ana de Mendoza (2005)
- Egipto. Tierra de dioses (2006)
- Arqueología de los dioses (2007)
- El retrato (2009)
- La tumba perdida (2012)
- El sueño de los faraones (2014)
- La hija del Sol (2017)
- Desenrollando momias (2018)
- La Historia perdida. Enigmas históricos ocultados por el tiempo (2021)
- La pirámide blanca (2022)
- Cosas maravillosas. Cien años del descubrimiento de Tutankhamón (2022)
- La sombra de Atón (2024)